# Ludvík II. Italský
Ludvík II. také nazývaný Mladší (825 – 12. srpna 875) byl italský král a císař Karolínské říše z Karlovské dynastie, nejstarší syn císaře Lothara I. Roku 840 se stal italským králem společně s jeho otcem a roku 850 byl papežem Lvem IV. korunován spolucísařem. V roce 851 se oženil s Engelbergou, dcerou Adelchise ze Spoleta. Samostatně začal vládnout po otcově smrti roku 855. Zemřel 12. srpna 875.